# جورجيا بلين
جورجيا بلين (بالإنجليزية: Georgia Blain)‏ (12 ديسمبر 1964، سيدني في أستراليا - 9 ديسمبر 2016 في أستراليا)؛ محامية، صحفية وروائية أسترالية.